# Волфганг Мецгер
Волфганг Мецгер (на немски: Wolfgang Metzger) е германски психолог, смятан за един от главните представители на гещалт психологията в Германия.

## Биография
Роден е на 22 юли 1899 година в Хайделберг, Германия. Преди да бъде мобилизиран по време на Първата световна война той завършва гимназия в Карлсруе през 1917 г.
От 1920 до 1926 г. следва литература, история и психология в Хайделберг, Мюнхен и Берлин. През 1926 г. защитава дисертация по философия в Университета „Фридрих-Вилхелм“ в Берлин. Той е студент и сътрудник на основателите на Берлинското училище на гещалт теорията – Макс Вертхаймер, Волфганг Кьолер и Курт Кофка.
След преместването на Вертхаймер от Берлинския във Франкфуртския университет там се премества и Мецгер, когото Вертхаймер избира за свой асистент през 1932 г. Още през 1933 г., годината на уволнението на Вертхаймер по политически причини, Мецгер става член на SA, а през 1937 г. на NSDAP.
През 1942 г. той приема покана за преподавателско място в катедрата по психология и педагогика на Мюнстерския университет и изгражда там психологически институт. До пенсионирането си през 1968 г. Мецгер е професор по психология в Мюнстер.
Умира на 20 декември 1979 г. в Бабенхаузен на 80-годишна възраст.